# Nkongsamba

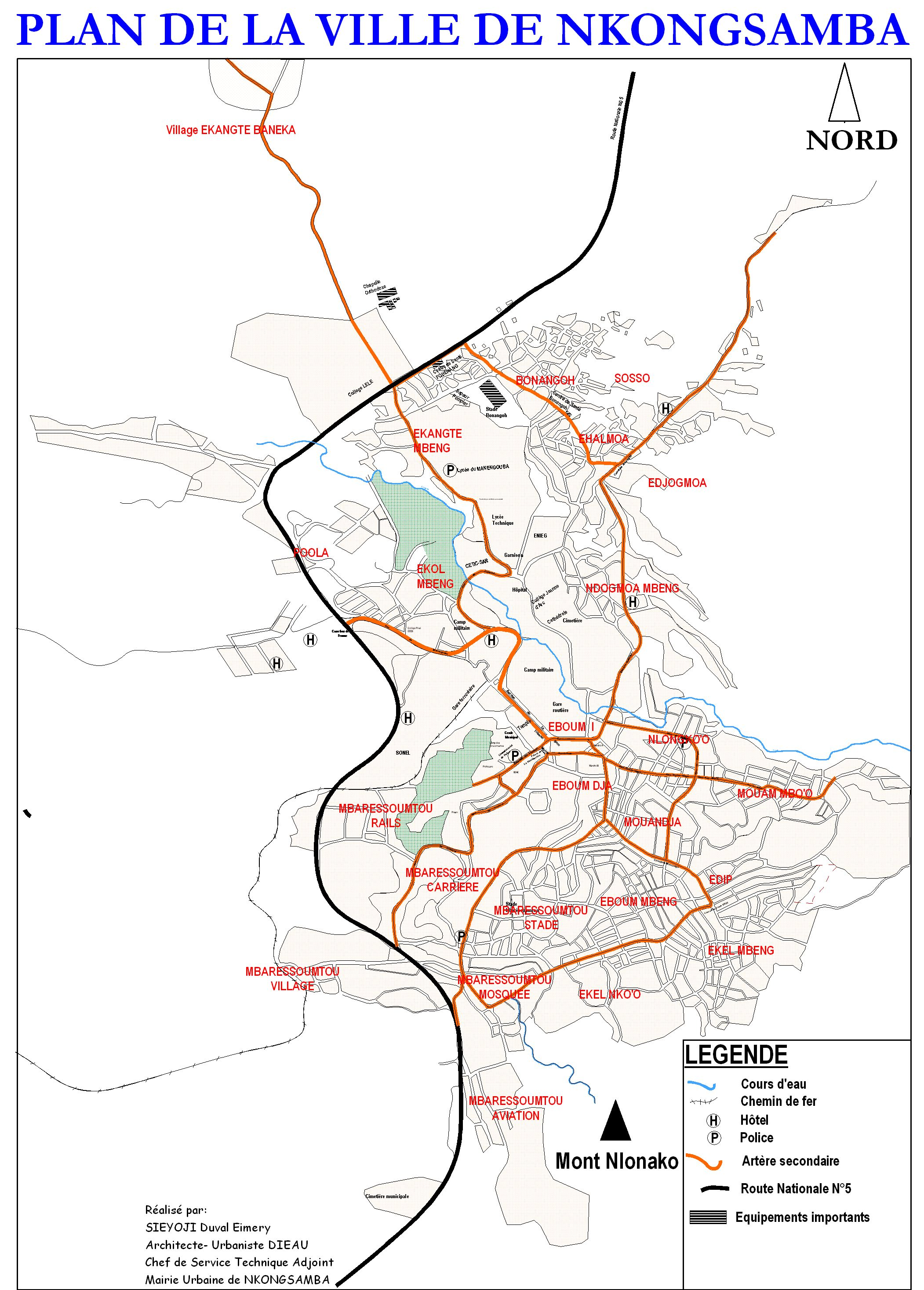
Plattegrond van de Nkongsamba

Nkongsamba is een stad, gelegen in het departement Moungo, wat ligt in de regio Littoral in Kameroen. De stad ligt tussen twee bergen: Mont Manengouba en Mont Nlonako en is gelegen in het Hoogland van Adamaoua. De bevolking telt volgens de census van 11 november 2005 104.050 inwoners en ligt 826 meter boven zeeniveau.

## Geschiedenis
In 1912 werd er door de Duitsers, destijds was Kameroen nog een kolonie, een spoor gemaakt van de hoofdstad Douala naar Nkongsamba (door de Duitsers ook wel Nordbahn genoemd). Toen het land in de Eerste Wereldoorlog de Britten en de Fransen veroverd werd, werd Kameroen opgesplitst in een Frans deel en een Brits deel. Nkongsamba kwam onder Frans bestuur. In 1923 werd Nkongsamba een administratief centrum. Nkongsamba is sinds 1955 de zetel van een rooms-katholiek bisdom.

## Geboren in Nkongsamba
- Daniel Kamwa, acteur en filmregisseur
- Diederrick Joel, voetballer
- Ernest Wanko, atleet
- Fabien Tchenkoua (1992), voetballer
- Serge N'Gal, voetballer

## Galerij

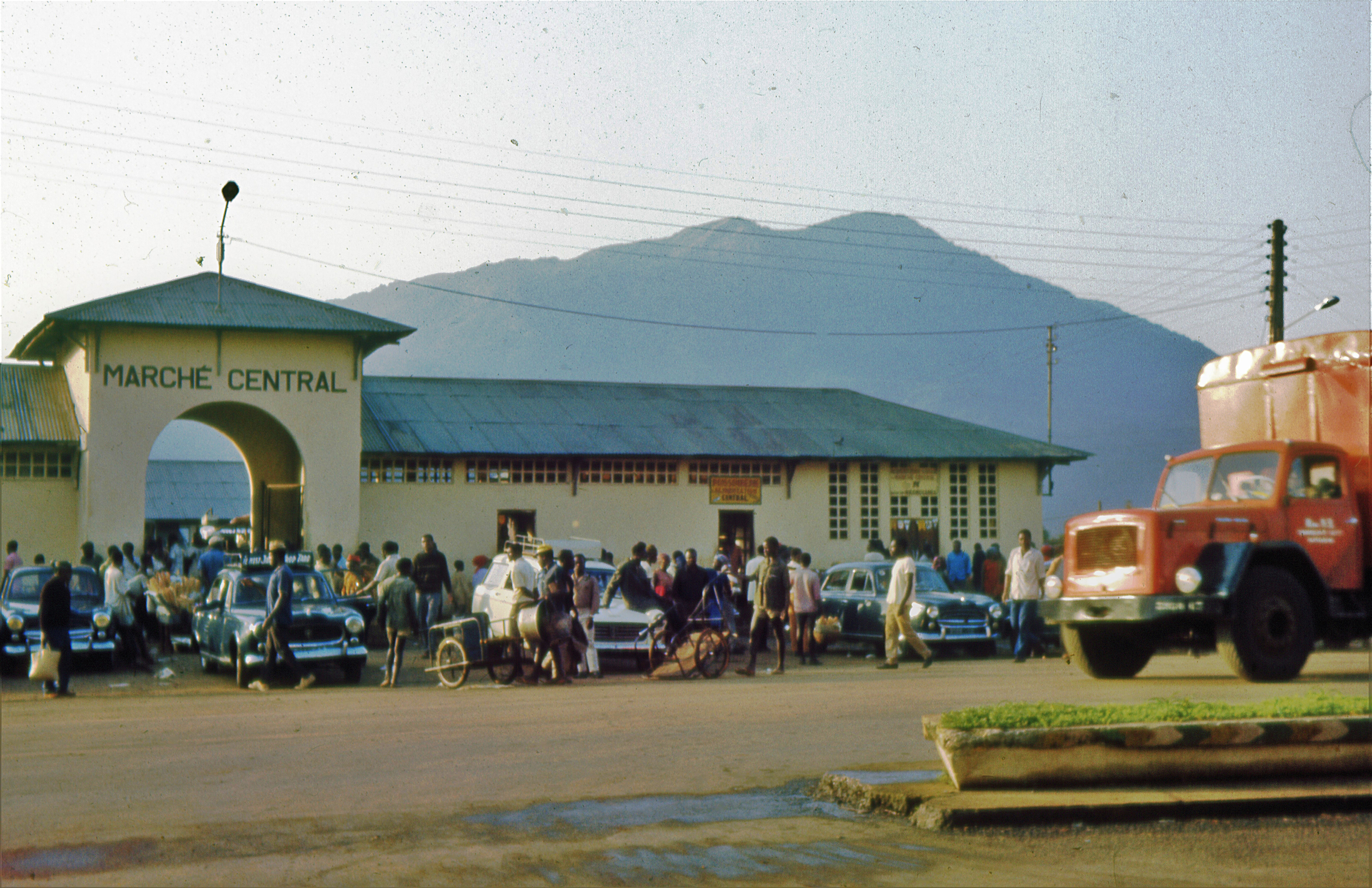
Centrale markt
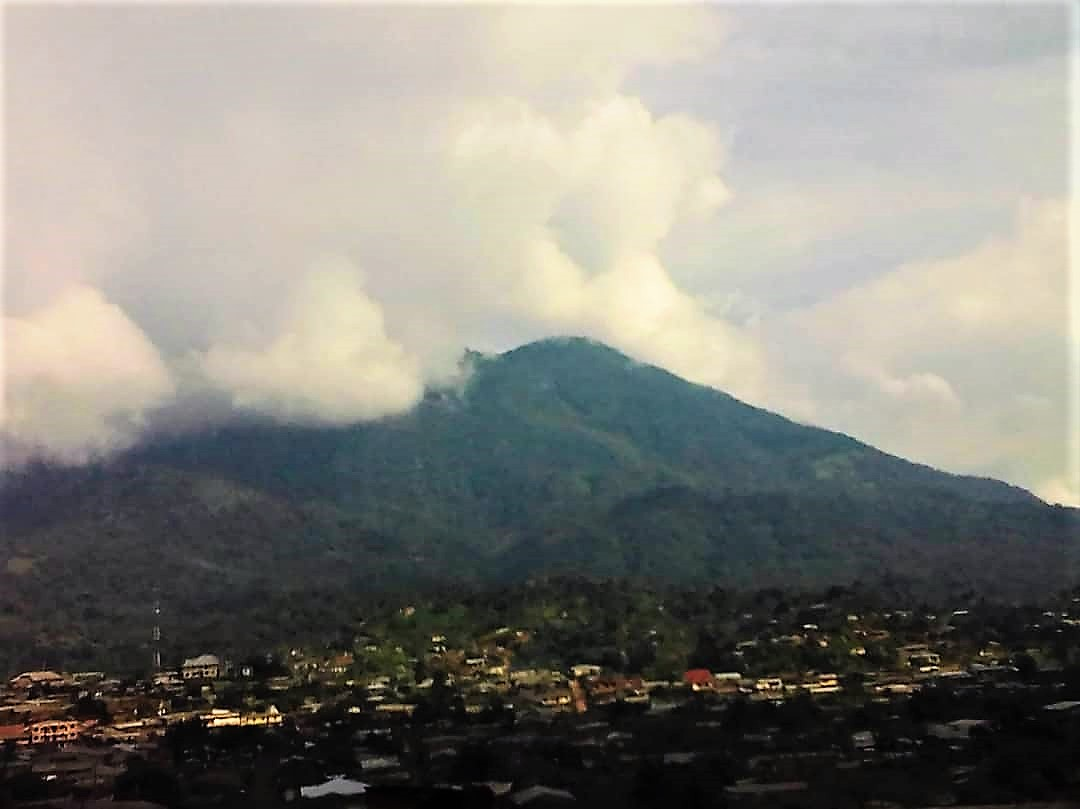
Mont Nlonako
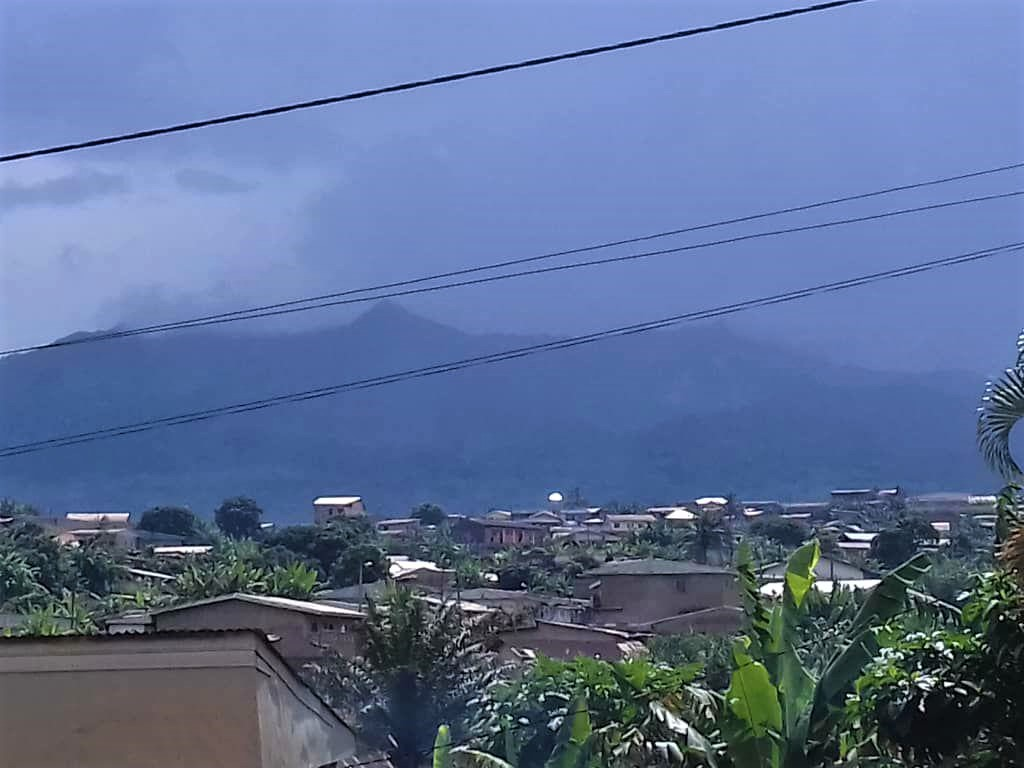
Mont Manengouba
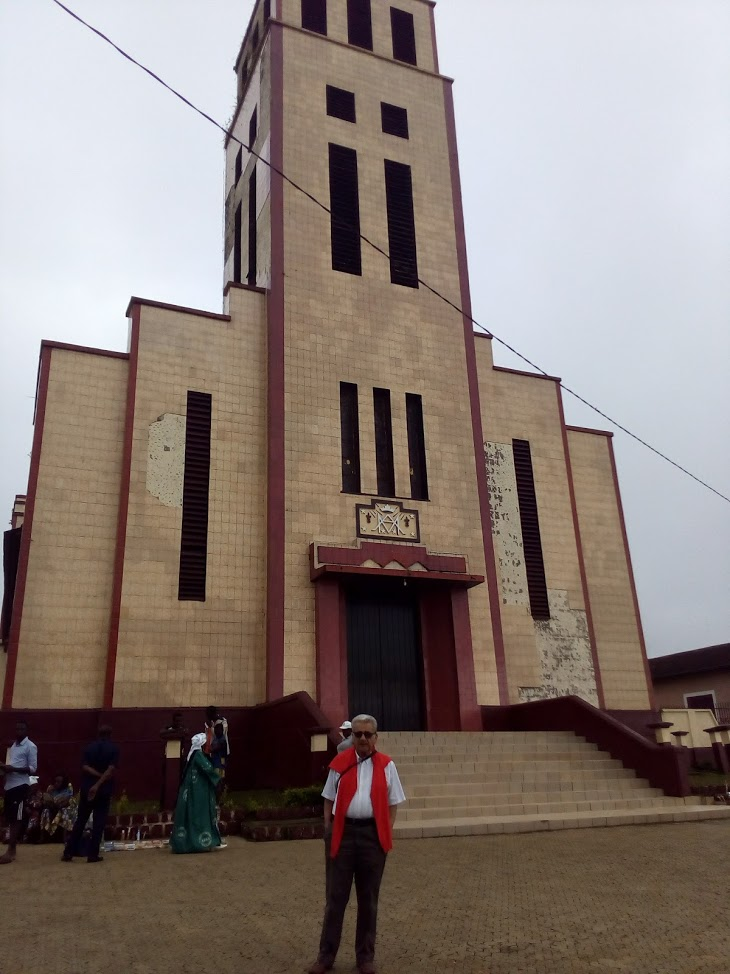
Katholieke kathedraal
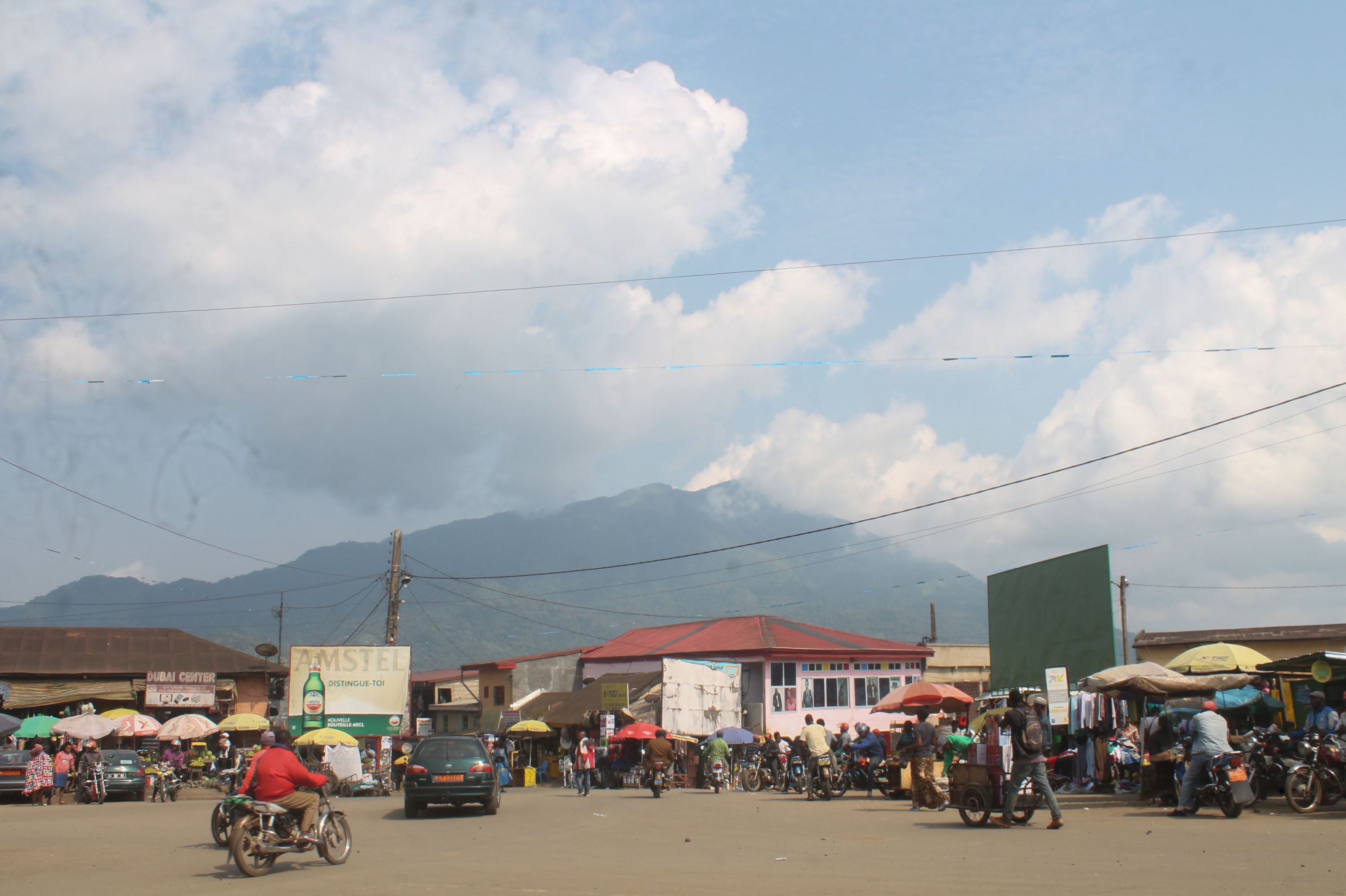
Stadsbeeld